# Hildegard (Tochter Ludwigs des Deutschen)

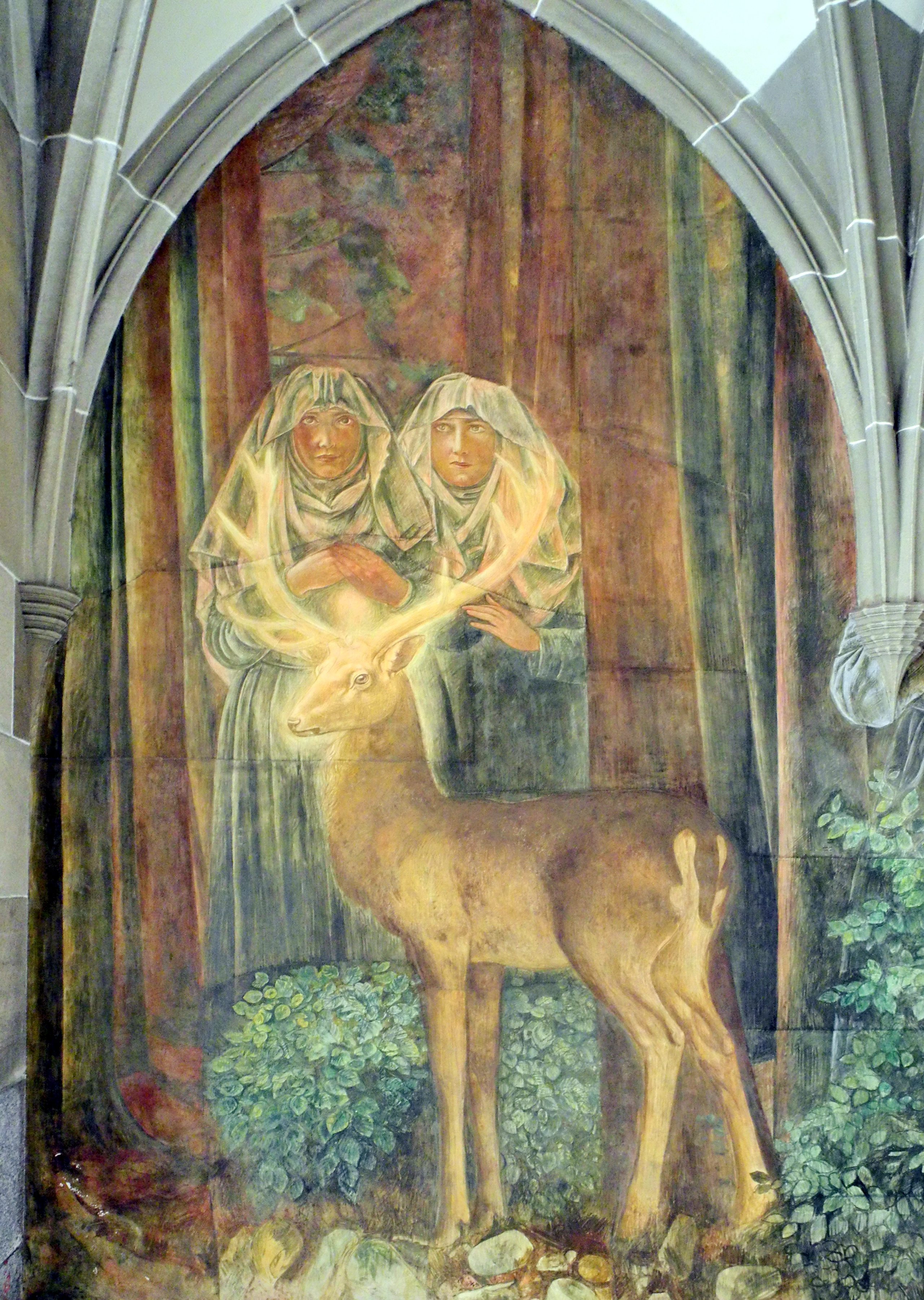
Fresko von Paul Bodmer im Kreuzgang des Fraumünsters mit den Töchtern Ludwigs des Deutschen

Hildegard (* 828; † 23. Dezember 856 oder 859) war eine Tochter des karolingischen Ostfrankenkönigs Ludwig der Deutsche und seiner Frau Hemma. Sie war die erste Äbtissin des Fraumünsters in Zürich.

## Leben
Hildegard wurde ein Jahr nach der Heirat ihres Vaters mit der Grafentochter Hemma als sein erstes Kind geboren. Nach 844 wurde sie Äbtissin des Klosters Münsterschwarzach, das 780 als Eigenkloster des karolingischen Herrscherhauses gegründet worden war.

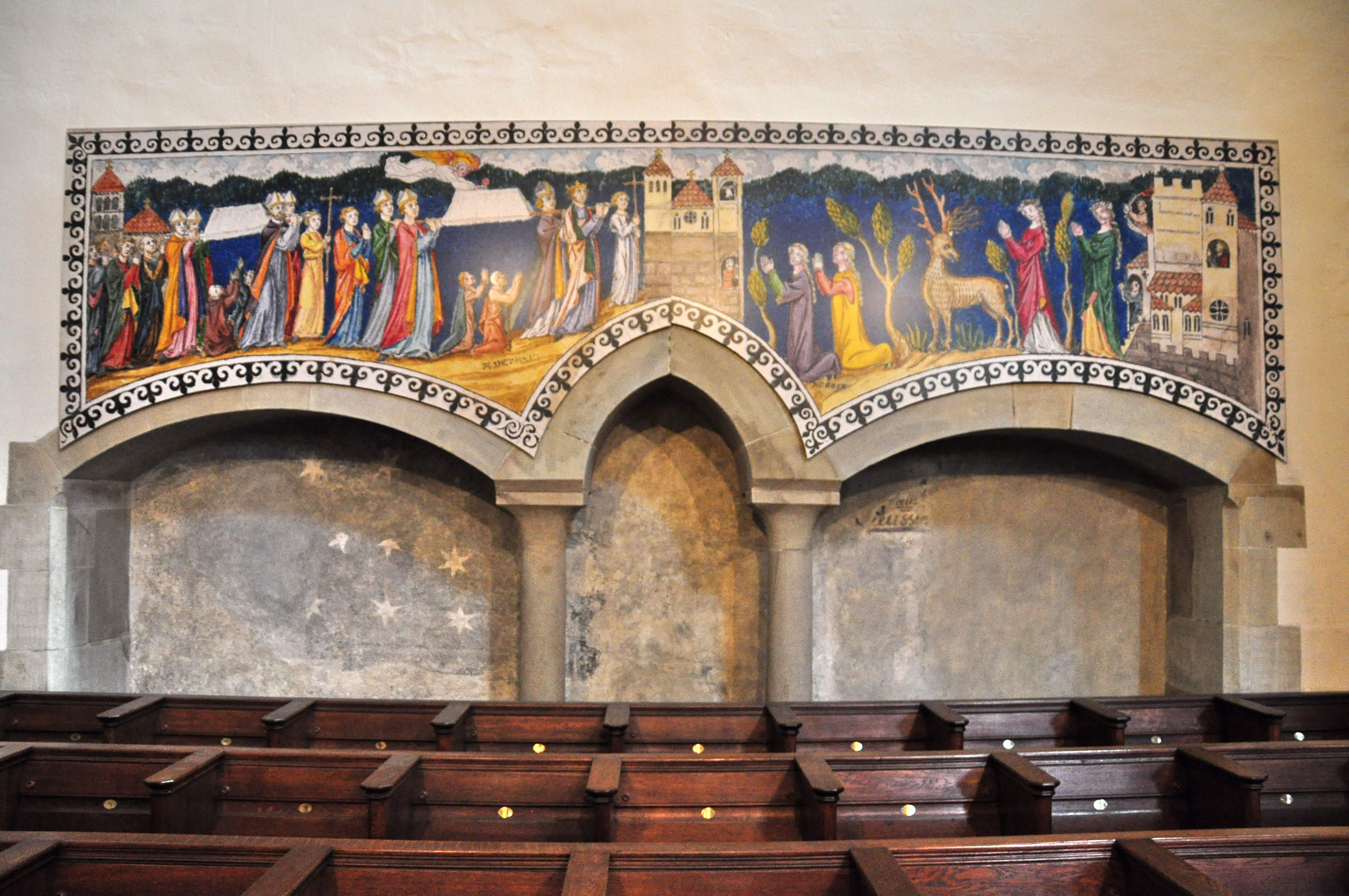
Innenansicht des Fraumünsters, abgebildet ist die Gründungslegende des Klosters

Am 21. Juli 853 gründete Ludwig der Deutsche das Kloster Fraumünster in Zürich, das Hildegard als Äbtissin übernahm; Nachfolgerin in Münsterschwarzach wurde ihre jüngere Schwester Bertha. Von der Gründung des neuen Klosters berichtet eine Legende, dass die beiden Schwestern die Burg Baldern auf dem Albis bezogen hätten, um dort ein zurückgezogenes, gottgefälliges Leben zu führen. Bei einer ihrer Wanderungen nach Zürich, wo sie in der Felix und Regula geweihten Kapelle beten wollten, habe die beiden ein Hirsch mit leuchtendem Geweih den Weg durch den Wald geführt und ihnen schließlich eine Stelle gezeigt, an der sie eine Kirche errichten sollten. Ludwig der Deutsche sei dieser göttlichen Aufforderung gefolgt. Historisch gesichert ist, dass er ein an dieser Stelle bereits bestehendes Kloster neu gründete, ihm bei dieser Gelegenheit beträchtlichen Landbesitz sowie das Recht zu einer eigenen Gerichtsbarkeit verlieh und es an Hildegard überschrieb.
Als Äbtissin von Fraumünster verstarb Hildegard am 23. Dezember 856 (nach anderen Angaben 859); auch hier folgte ihr Bertha nach.

## Ehrungen
An der bestehenden Hildastrasse in Zürich hat die Stadtverwaltung 2023 nachträglich eine Hinweistafel angebracht, um Hildegard zu ehren.